# Branišov (Toužim)
Branišov (německy Branischau) je malá vesnice, část města Toužim v okrese Karlovy Vary v Karlovarském kraji. Nachází se asi 7,5 kilometru jižně od Toužimi. Branišov je také název katastrálního území o rozloze 3,87 km². Po vesnici je nazvána jihozápadní část Třebouňského vrchu, Branišovský vrch, na jehož úpatí se ves rozkládá.

## Historie
První písemná zmínka o vesnici pochází z roku 1322.

## Obyvatelstvo
| Rok            | 1869 | 1880 | 1890 | 1900 | 1910 | 1921 | 1930 | 1950 | 1961 | 1970 | 1980 | 1991 | 2001 | 2011 | 2021 |
| -------------- | ---- | ---- | ---- | ---- | ---- | ---- | ---- | ---- | ---- | ---- | ---- | ---- | ---- | ---- | ---- |
| Počet obyvatel | 156  | 141  | 122  | 133  | 129  | 146  | 127  | 40   | 33   | 21   | 25   | 5    | 3    | 8    | 10   |
| Počet domů     | 21   | 21   | 20   | 20   | 23   | 23   | 23   | 19   | 19   | 4    | 4    | 5    | 6    | 6    | 5    |

## Obecní správa
Při sčítání lidu v letech 1869–1930 Branišov byl samostatnou obcí v okrese Teplá. V letech 1950–1974 byl částí obce Dobrá Voda, se kterým patřil nejprve do okresu Toužim, ale od roku 1960 v okrese Karlovy Vary. Od 1. ledna 1975 do 31. prosince 1975 byl častí obce Kosmová v okrese Karlovy Vary. Od 1. ledna 1976 je částí města Toužim v okrese Karlovy Vary.

## Pamětihodnosti
Na katastru vesnice se nachází přírodní památka Blažejský rybník a trosky vyhořelého kostela svatého Blažeje.